# المتحف الوطني للأسنان
المتحف الوطني للأسنان هو متحف للأسنان للدكتور صموئيل والدكتور هاريس موجود في بالتيمور، ميريلاند. أسس عام 1996. يحفظ ويعرض تاريخ طب الأسنان في الولايات المتحدة وجميع أنحاء العالم. يقع في حرم جامعة ماريلاند، ويوجد به تحف عديدة تتعلق بطب الأسنان على مر العصور، وكذلك المعارض على صحة الفم وعن العظماء الذين أضافوا الكثير لطب الأسنان مثل جرين فرديمان بلاك. وتشمل التحف الموجودة: طقم أسنان جورج واشنطن، أدوات طب الأسنان للملكة فيكتوريا، وتطور فرشاة الأسنان على مر العصور. تم تكريم المتحف من خلال تلقي تسمية من الكونغرس كمتحف رسمي للأسنان في البلاد (2003)، وهو أحد فروع مؤسسة سميثسونيان.

## وصلات خارجية
.موقع الويب الرسمي للمتحف.